# Upahuacho (distrito)
Upahuacho é um distrito do peru, departamento de Ayacucho, localizada na província de Parinacochas.

## Transporte
O distrito de Upahuacho é servido pela seguinte rodovia:
- AY-116, que liga a cidade de Coracora ao distrito de Pausa [1][2][3]